# Xysticus winnipegensis
Xysticus winnipegensis är en spindelart som beskrevs av Turnbull, Dondale och James H. Redner 1965. Xysticus winnipegensis ingår i släktet Xysticus och familjen krabbspindlar. Inga underarter finns listade i Catalogue of Life.